# Genista tridentata
La carquesa   (Genista tridentata) es una especie fanerógama de planta de la familia de las fabáceas.

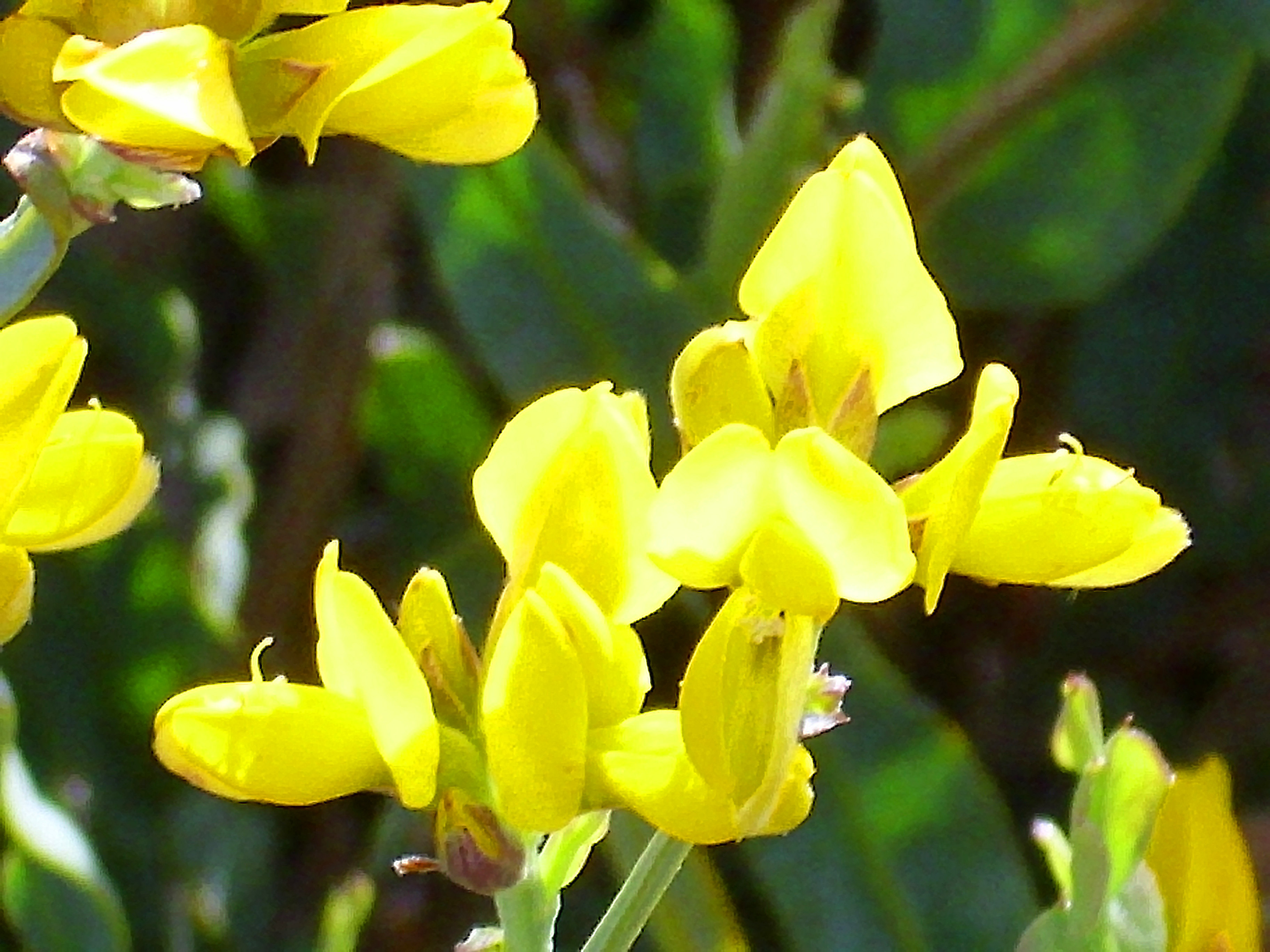
Detalle de las flores.

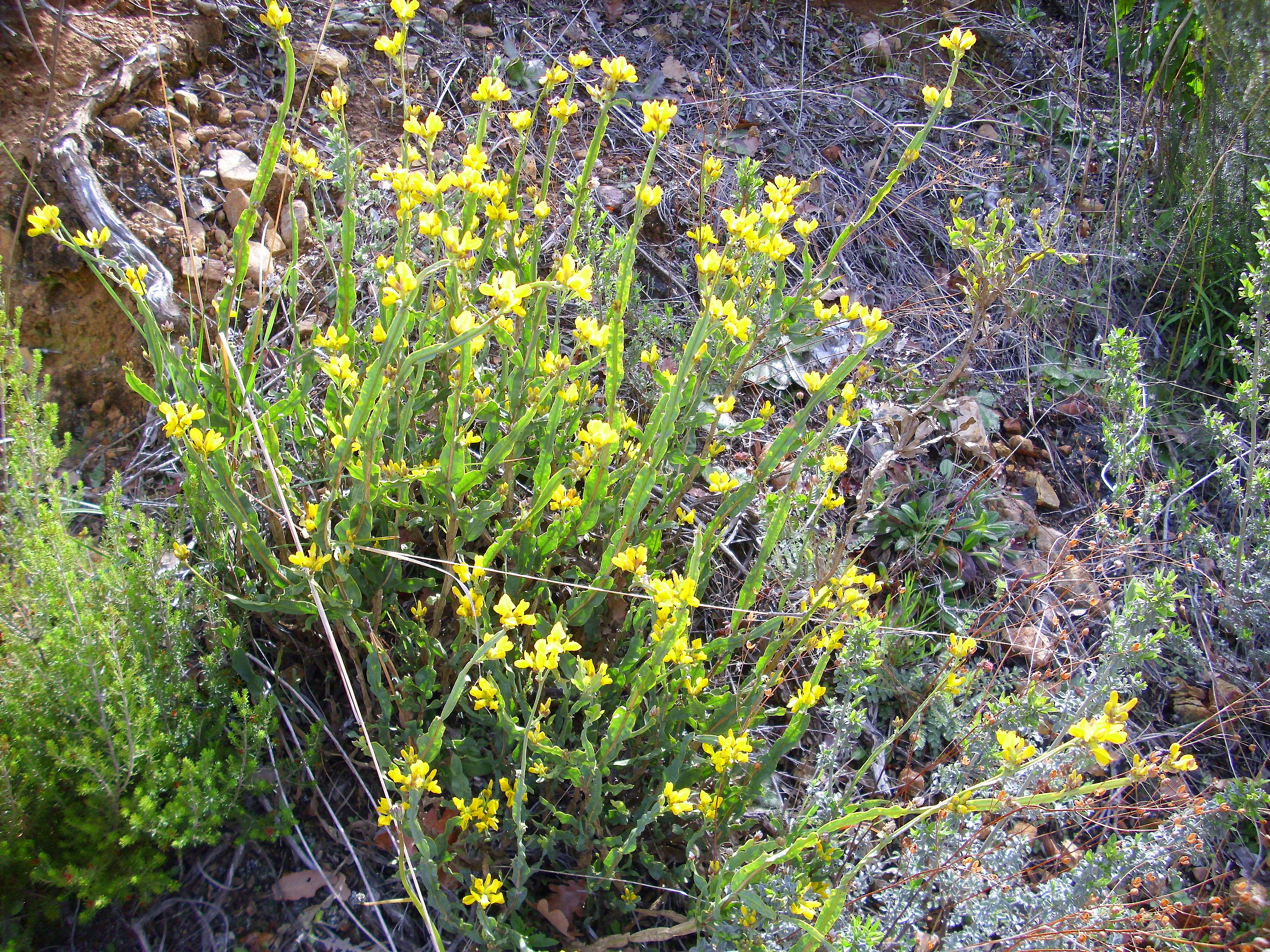
Vista de la planta en su hábitat.

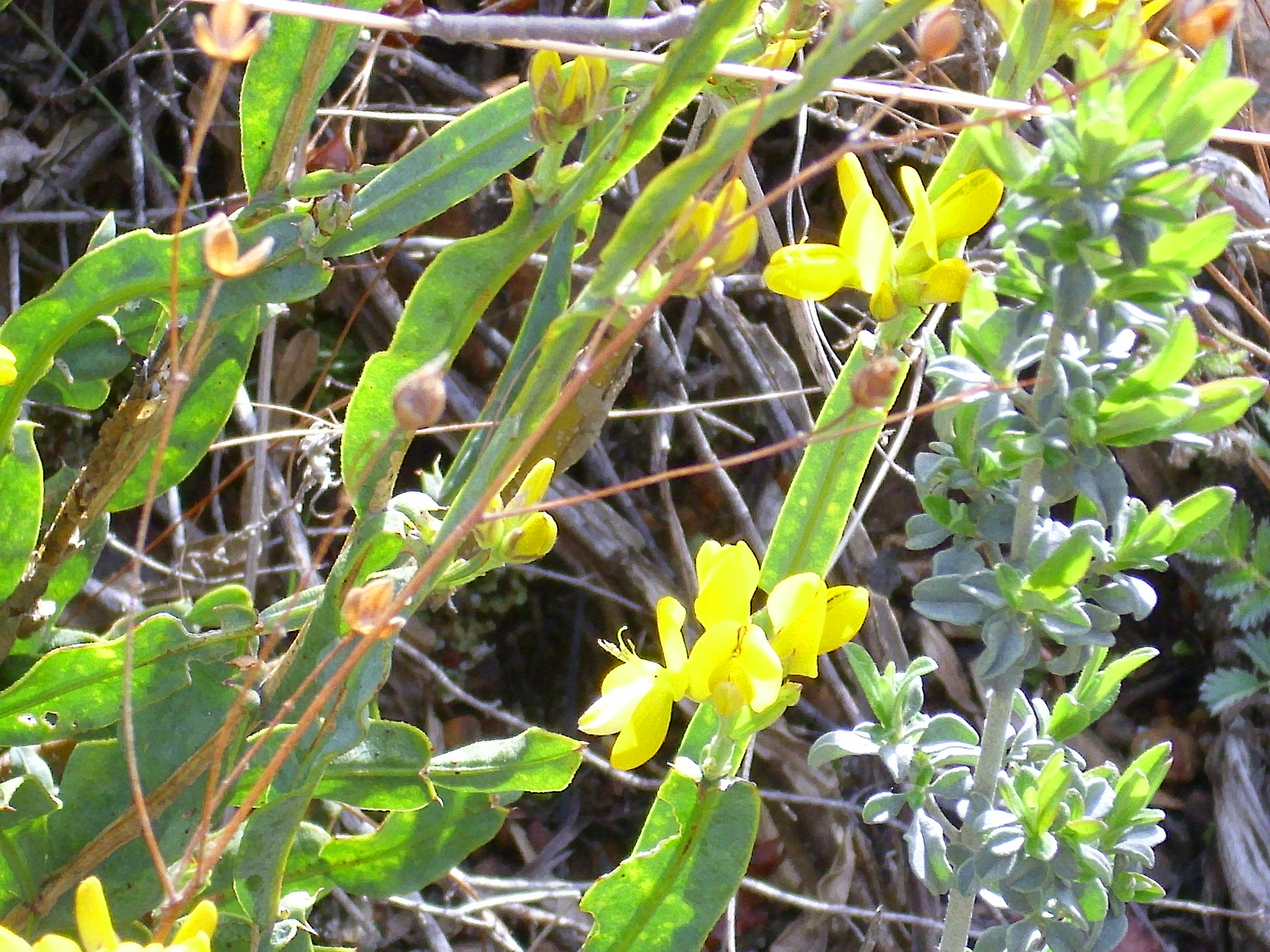
Detalle del tallo.

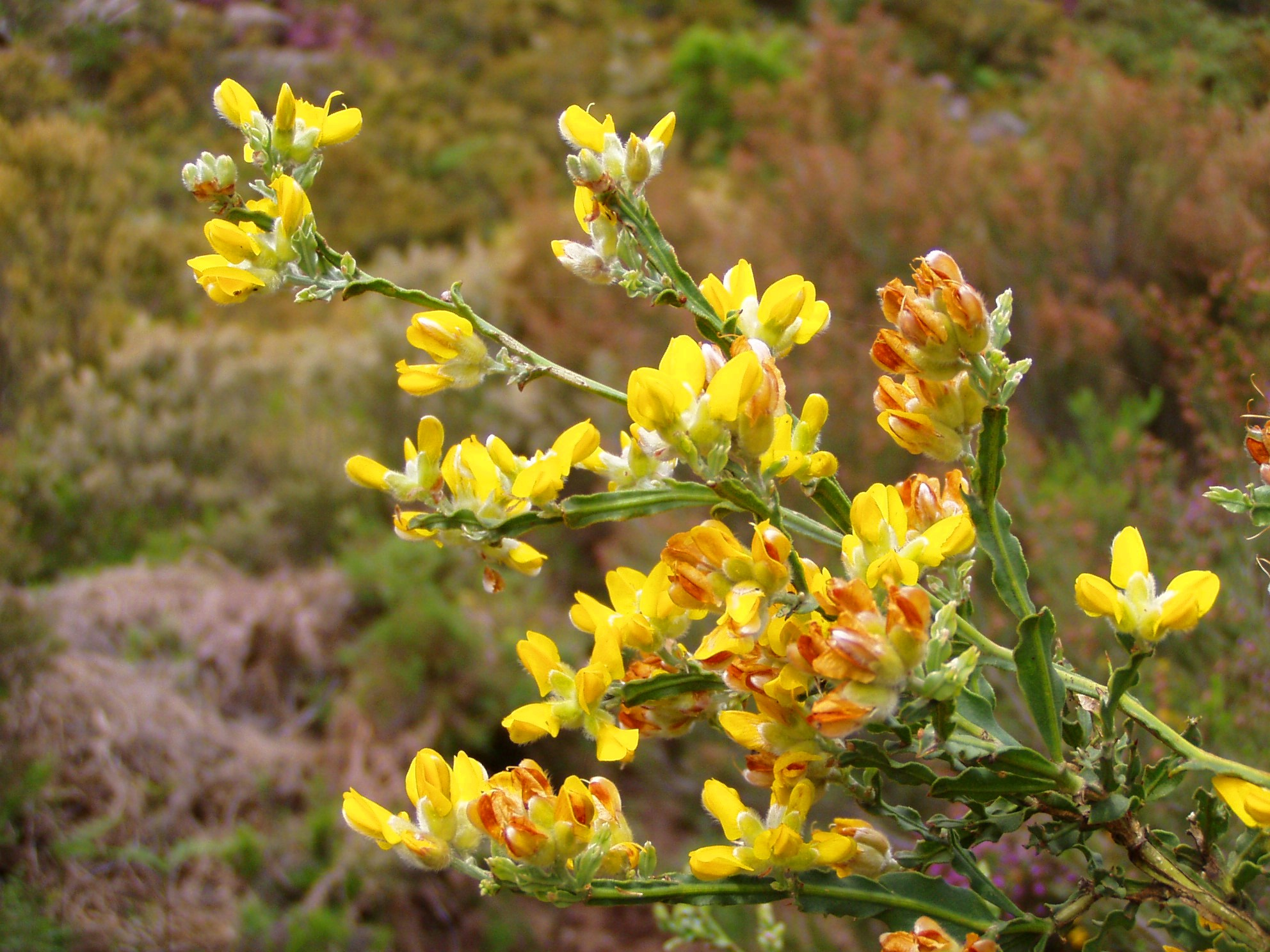
Planta con flores.

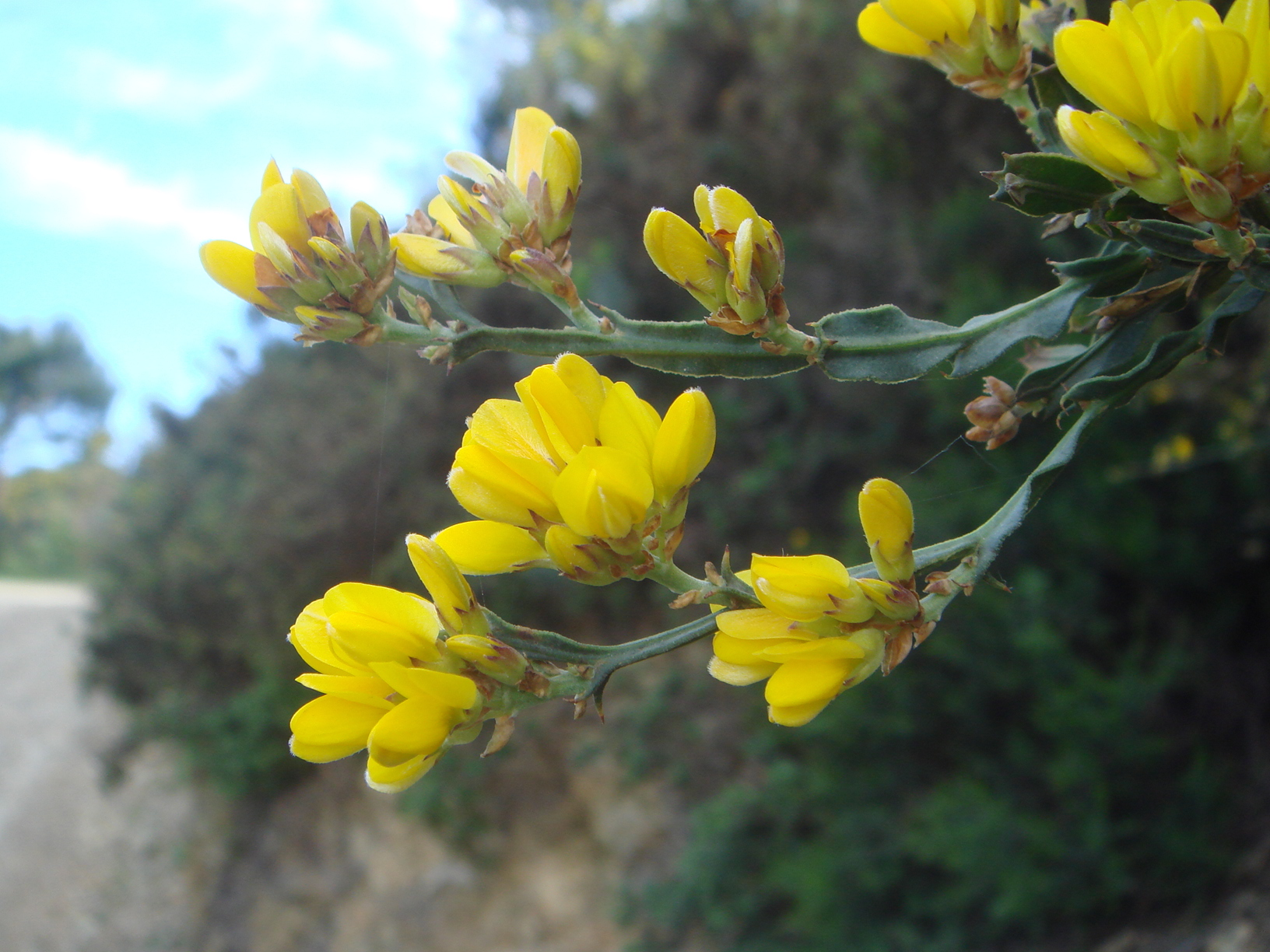
Flores.

## Descripción
Planta carente de hojas que puede alcanzar 1 m de altura, inerme. Tallos con aspecto articulado con divisiones que asemejan artejos, recorridos por dos alas onduladas, coriáceas y ásperas al tacto y terminados en una estructura dentada con dos nervios bien marcados. Flores cortamente pediceladas, reunidas en cimas terminales subcorimbosas, densas. Cáliz muy tomentoso, con el lóbulo inferior más largo. Corola pubescente, de color amarillo-anaranjado; estandarte más o menos tomentoso en su cara dorsal. Estambres 10, soldados. Legumbre de 9-14 mm, oblonga, pelosa, lo que le confiere un cierto brillo, y comprimida lateralmente. Semillas con estrofíolo. Es una planta muy pirófita, que rebrota con facilidad después de los incendios. Florece desde finales del invierno y a lo largo de la primavera.

## Distribución  y hábitat
Se localiza en la mitad occidental de la península ibérica y norte de Marruecos. Su área peninsular abarca desde Asturias, Cantabria hasta Andalucía occidental, incluyendo Portugal, Galicia, Castilla y León, Castilla-La Mancha y Extremadura. Forma parte de jarales, brezales y matorrales, así como de formaciones degradadas de rebollos, alcornoques o pinos, sobre suelos silíceos y pobres desde el nivel del mar hasta los 1700 m s. n. m. No tolera la aridez. En Marruecos vive en zonas bajas del Rif central silíceo.

## Subespecies
La raza típica de Genista tridentata subsp. tridentata procede de Portugal, y fue recolectada cerca de Lisboa por Pehr Löfling, discípulo de Linneo, en su viaje a España en 1751. La raza más extendida, que tiene los tallos fértiles anchamente alados, se ha denominado Genista tridentata subsp. cantabrica (Spach) Nyman. Y finalmente la carqueixa de flor velluda que se ha denominado Genista tridentata subsp. lasiantha (Spach) Greuter.

## Importancia económica y cultural
Usos
Esta planta medicinal es muy afamada en la provincia de Zamora y en León como diurética, emoliente, así como contra la tos, reuma, artrosis y gota. Ya el padre Martín Sarmiento, en el siglo XVIII, alaba el valor de esta planta en su libro Disertación sobre las eficaces virtudes y uso de la planta llamada carquesa. 
Información etnobotánica
Se trata de una mata muy conocida a nivel popular, con numerosos refranes como el leonés siguiente alegórico de su relación fenológica con la preñez de la loba:
Carqueixa brotada, lloba preñada
Carqueixa florida, lloba parida.
Cuando la carqueixa está tierna, las ovejas la consumen con fruición. Se ha usado tradicionalmente como cama para el ganado así como estrumbo, ramaje que se echa al suelo de los corrales descubiertos para que las vacas y ovejas no pisen el barro y los charcos, y que al final se recoge como abono. En La Carballeda y en otras comarcas occidentales, en la matanza, después de chamuscar con paja a los cerdos, se raspaba bien la piel con carqueixa para limpiarla.

## Taxonomía
Genista tridentata  fue descrita por Carlos Linneo y publicado en Species Plantarum 2: 710. 1753.
Etimología
Genista: nombre genérico que proviene del latín de la que los reyes y reinas Plantagenet de Inglaterra tomaron su nombre, planta Genesta o plante genest, en alusión a una historia que, cuando Guillermo el Conquistador se embarcó rumbo a Inglaterra, arrancó una planta que se mantenía firme, tenazmente, a una roca y la metió en su casco como símbolo de que él también sería tenaz en su arriesgada tarea. La planta fue la  llamada planta genista en latín. Esta es una buena historia, pero por desgracia Guillermo el Conquistador llegó mucho antes de los Plantagenet y en realidad fue Godofredo de Anjou que fue apodado el Plantagenet, porque llevaba un ramito de flores amarillas de retama en su casco como una insignia (genêt es el nombre francés del arbusto de retama), y fue su hijo, Enrique II, el que se convirtió en el primer rey Plantagenet. Otras explicaciones históricas son que Geoffrey plantó este arbusto como una cubierta de caza o que él la usaba para azotarse a sí mismo. No fue hasta que Ricardo de York, el padre de los dos reyes Eduardo IV y Ricardo III, cuando los miembros de esta familia adoptaron el nombre de Plantagenet, y luego se aplicó retroactivamente a los descendientes de Godofredo I de Anjou como el nombre dinástico.
Tridentata: epíteto latino que significa "con tres dientes".
Sinonimia
- Chamaespartium tridentatum subsp. riphaeum (Pau & Font Quer) Fern. Casas
- Cytisus tridentatus (L.) Vuk.
- Genista riphaea (Pau & Font Quer) Pau & Font Quer
- Genistella riphaea Pau & Font Quer
- Genistella tridentata (L.) Samp.
- Genistella tridentata subsp. riphaea (Pau & Font Quer) Holub
- Pterospartum cantabricum (Spach) Willk.
- Pterospartum lasianthum (Spach) Willk.
- Pterospartum stenopterum (Spach) Willk.
- Pterospartum tridentatum (L.) Willk.[7]

## Nombres comunes
- Castellano: carqueja, carquesa, carquesia, chamosquina, craqueja, engordatoro, torogordo.[8]
- Gallego: carqueixa, lavacuncas.
- Asturiano: carqueixa.